# Lanny Barnes
Lanny Barnes (ur. 26 kwietnia 1982 w Durango) – amerykańska biathlonistka, olimpijka. Zadebiutowała w biathlonie w rozgrywkach juniorskich w roku 1998.
Starty w Pucharze Świata rozpoczęła zawodami w Anterselvie w roku 2002 zajmując 77. miejsce w biegu indywidualnym. Jej najlepszy dotychczasowy wynik w Pucharze świata to 15. miejsce w biegu indywidualnym w Östersund w sezonie 2006/07. Do 2011 roku, był to najlepszy wynik uzyskany przez Amerykańską biathlonistkę w konkurencji indywidualnej.
Podczas Igrzysk Olimpijskich w Turynie 2006 zajęła 64. miejsce w biegu indywidualnym i 15 w sztafecie.
Podczas Mistrzostw świata w roku 2005 w Hochfilzen zajęła 80. miejsce w sprincie i 44 w biegu indywidualnym. Na Mistrzostwach świata w roku 2007 w Anterselvie zajęła 53. miejsce w biegu indywidualnym, 40 w sprincie i 49 w biegu pościgowym. Na Mistrzostwach świata w roku 2008 w Östersund zajęła 49. miejsce w biegu indywidualnym, 63 w sprincie oraz 18 w sztafecie. Na Mistrzostwach świata w roku 2009 w Pjongczangu zajęła 42. miejsce w biegu indywidualnym, 46 w sprincie, 39 w biegu pościgowym oraz 10 w sztafecie.
Jej siostra bliźniaczka Tracy również była biathlonistką, olimpijką w 2006.

## Osiągnięcia

### Igrzyska Olimpijskie
- 2006 Turyn – 64. (bieg indywidualny), 15. (sztafeta)

### Mistrzostwa świata
- 2005 Hochfilzen – 44. (bieg indywidualny), 80. (sprint)
- 2007 Anterselva – 53. (bieg indywidualny), 40. (sprint) 49. (bieg pościgowy)
- 2008 Östersund – 49. (bieg indywidualny), 63. (sprint), 18. (sztafeta)
- 2009 P'yŏngch'ang – 42. (bieg indywidualny), 46. (sprint), 39. (bieg pościgowy), 10. (sztafeta)
- 2012 Ruhpolding – 27. (bieg indywidualny), 67. (sprint), 11. (sztafeta)

### Puchar Świata

#### Miejsca w klasyfikacji generalnej
| Sezon     | Miejsce |
| --------- | ------- |
| 2006/2007 | 65.     |
| 2008/2009 | 92.     |
| 2009/2010 | 82.     |
| 2011/2012 | 94.     |